# Selbstreplikation
Selbstreplikation ist ein Prozess in einem System, durch den ein Objekt oder eine Struktur eine Kopie von sich selbst herstellt. Die Selbstreplikation bezeichnet im Unterschied zur Autoreplikation dabei eine vollständig autonome Vervielfältigung ohne äußere Hilfe.

## Natürliche Selbstreplikation in der Biologie
Der Prototyp eines selbstreplizierenden Systems ist die DNA. Die Zellteilung ist ein lebenswichtiger Prozess für das Wachstum und die Erneuerung des gesamten Körpers. Vor jeder Zellteilung wird die DNA verdoppelt und ein Teil an die neue Zelle weitergegeben. Damit ist sichergestellt, dass die gesamte Erbinformation in jeder Zelle gespeichert ist. Dieser Vorgang der Selbstreplikation dauert nur wenige Minuten. Dabei findet Selbstreplikation von Molekülen statt, so dass genetische Information übertragen wird (Vererbung). Dies geschieht dadurch, dass größere Moleküle als Template für ihre Bildung aus kleineren Molekülen fungieren. Selbstreplizierende Moleküle können somit ihre eigene Bildung katalysieren.
Bei der DNA-Replikation wird ein Strang der Doppelhelix zunächst in einen komplementären Strang übersetzt. Erst bei der Replikation dieses Stranges entsteht eine Kopie des Originals. Im Gegensatz dazu sind die meisten synthetischen replizierenden Systeme selbstkomplementär, d. h. bei der Replikation entsteht direkt eine Kopie des Ausgangsmoleküls.
Ein wichtiges Kriterium für eine Selbstreplikation, der ein autokatalytischer Prozess zugrunde liegt, ergibt sich aus dem sogenannten Quadratwurzelgesetz. Danach ist die Geschwindigkeit zu Beginn der Reaktion (also bei geringem Umsatz) proportional zur Wurzel der Konzentration des zugesetzten Templates. Experimentell kann dies überprüft werden, indem man die Reaktionsgeschwindigkeit in Anwesenheit unterschiedlicher Mengen des vorgebildeten Templates misst.

## Künstliche Selbstreplikation in der organischen Chemie
Am Anfang des Lebens standen vermutlich RNA- oder RNA-artige Moleküle, die alle lebensnotwendigen Funktionen inklusive die ihrer eigenen Selbstreplikation erfüllt haben mussten. Das jedenfalls impliziert die Hypothese einer „RNA-Welt“, die der heutigen „DNA-RNA-Protein-Welt“ vor mehr als 3,5 Milliarden Jahren vorausgegangen sein soll. Für die RNA-Welt spricht die mit dem Nobelpreis für Chemie gewürdigte Entdeckung von Ribozymen, d. h. Ribonucleinsäuren (RNA) als Enzymen, sowie der Befund, dass kurze Stücke von Nucleinsäuren zur enzymfreien Selbstreplikation befähigt sind.
Beide Entdeckungen haben zu wichtigen Entwicklungen in der Chemie geführt: Katalytisch aktive RNA-Moleküle sowie RNA-Moleküle mit gewünschten Eigenschaften können heute ebenso wie Proteine durch evolutive Biotechnologie im Reagenzglas maßgeschneidert werden. Die Aufklärung der enzymfreien Selbstreplikation hat dafür gesorgt, dass Chemiker das Prinzip Selbstreplikation inzwischen in „fremde“ Strukturklassen, etwa den Peptiden und sogar den abiogenen Molekülen, übertragen haben. Auch die Nutzung von Biomolekülen für eine programmierbare Nanotechnologie gehört zu den Arbeitsfeldern, die inzwischen im Kontext chemischer Forschung stehen.

## Künstliche Selbstreplikation in der Technik und Informatik
Selbstreplikation ist primär das Kennzeichen lebender Systeme, obwohl nicht länger mehr in Ausschließlichkeit. Wenngleich die meisten Versuche von selbstreplikativen Automaten oder Algorithmen eher unter den Begriff der Autoreplikation fallen, hat im Laufe der Zeit eine zunehmende Autonomisierung stattgefunden, welche die Grenzen unscharf werden lässt.
Wissenschaftliche Studien über selbstreplizierende Strukturen oder Maschinen wurden zuerst 1929 von J. D. Bernal und von Mathematikern wie Stephen C. Kleene veröffentlicht, der die Rekursionstheorie in den 1930er Jahren zu entwickeln begann. Obwohl ursprünglich von einem anhaltenden Interesse an Biologie getrieben, waren viele seiner Arbeiten vom Verlangen beseelt, die fundamentalen informationsverarbeitenden Prinzipien und Algorithmen zu verstehen, die bei der Selbstreplikation beteiligt sind, sogar unabhängig von ihrer physikalischen Realisierung.
Bei der Diskussion um die Selbstreplikation von Automaten ist es wesentlich, von Anbeginn an wichtige Grundregeln festzulegen. Zum Beispiel gilt nach Kemeny: „Wenn wir mit dem Begriff 'Reproduktion' die Kreation eines Objektes wie sein Original aus dem Nichts meinen, dann kann sich keine Maschine selbst reproduzieren – aber genauso wenig kann es ein Mensch. Das charakteristische Merkmal der Reproduktion des Lebens ist, dass der lebende Organismus einen neuen Organismus, wie er selbst einer ist, aus unbeweglicher, ihn umgebender Materie schaffen kann.“
John von Neumann war aus Sicht der Informatik einer der ersten, der in den 1940er Jahren wissenschaftlich fundierte Überlegungen zu einem hypothetischen, replikationsfähigen Roboter anstellte. Dieses rein theoretische Konzept war praktisch jedoch nicht umsetzbar. 1953 entwickelte er daher die Theorie selbstreproduzierender Automaten (nach seinem Tod von Burks im Jahre 1966 als Theory of Self-reproducing Automata herausgegeben), als ein mit Computertechnologie umsetzbares Modell für eine softwarebasierte Lösung von Selbstreplikation.
Künstliche selbstreplizierende Software erschien zum ersten Mal in den 1960er-Jahren und vermehrte sich in späteren Jahrzehnten sehr schnell in Form von Viren, Würmern und vor allem bei Programmen, die sich mit künstlichem Leben befassten.